# 荒尾市立府本小学校
荒尾市立府本小学校（あらおしりつ ふもとしょうがっこう）は、熊本県荒尾市樺にある公立小学校。

## 沿革
- 1874年（明治7年）
  - 1月 – 旧府本村に敬義堂、旧金山村、樺村に両村連合の親民堂が創立
  - 5月 – 敬義堂を麓小学校、親民堂を硯川小学校と改称、金山村は分離して金山小学校を設立
- 1876年（明治9年）
  - 3月 – 麓小学校と硯川小学校を合併し、樺村新導に校舎を新築し、麓小学校と称する
  - 5月 – 金山村は旧坂下郷西照寺村[1]と合同で同村迎田に公立美仲小学校を設立
- 1880年（明治13年） – 美仲小学校火災
- 1881年（明治14年） – 金山村は単独で同村平木に金山小学校を設立
- 1884年（明治17年）4月 – 金山小学校は、麓小学校金山支校と改称
- 1887年（明治20年）4月 – 麓小学校は野原小学校支校と改称
- 1889年（明治22年）4月 – 麓小学校は野原小学校より分離し、府本尋常小学校と改称、簡易科を併置
- 1892年（明治25年）4月 – 金山支校は独立して、金山尋常小学校となる。
- 1907年（明治40年）8月 – 府本尋常小学校と金山尋常小学校が合併し、府本尋常高等小学校となる
- 1909年（明治42年）5月 – 玉名郡府本村大字樺向つ山2313番地の2に校舎新築
- 1941年（昭和16年）4月 – 玉名郡府本国民学校と改称
- 1942年（昭和17年）4月 – 荒尾市立府本国民学校と改称
- 1947年（昭和22年）4月 – 荒尾市立府本小学校と改称

## 委員会
今のところ
総務委員会
放送委員会
体育委員会
保険委員会
飼育委員会
給食委員会
図書委員会
ぐらいだった気がします

## 学校周辺
- 九州ゴルフ倶楽部小岱山コース